# Casa do Sítio Mirim
A Casa do Sítio Mirim localiza-se no distrito de Vila Jacuí, na cidade de São Paulo.

## Patrimônio Histórico
Construída em taipa de pilão, é uma casa bandeirista da cidade de São Paulo.
A casa de taipa foi construída na várzea do rio Tietê nas proximidades da Aldea de São Miguel e tinha uma visão privilegiada de São Paulo e da Freguesia de Nossa Senhora da Conceição dos Guarulhos. 

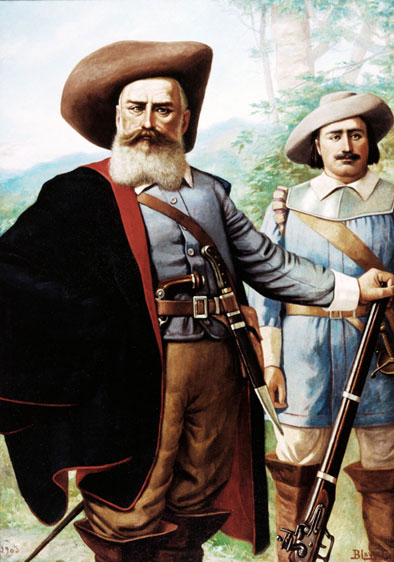
Quadro clássico: Domingos Jorge Velho e o Loco-tenente Antônio Fernandes Abreu, o retrato mostra um bandeirante como homem imponente e altivo. Artista: Benedito Calixto de Jesus, 1903.

O sítio está localizado no “Bayro de Sam Miguel termo da Cidade de São Paulo” e era chamado de Comboratybi, conforme consta no inventário de seu morador mais conhecido e também  provável construtor, o Guarda-mór Francisco de Godoy Preto, documentada em 23/09/1750 no século XVII:
“Auto de Inventario dos bens do defunto Guarda Mor Francisco de Godoy Preto aque ex officio procedeu o juiz de orfãos Manoel de Macedo com a Inventariante Maria Pires de Camargo Anno do nascimento de nosso Senhor JESU Christo de mil settecentos e cincoenta aos vinte e tres dias do mez de setembro do ditto anno neste bayro de Sam Miguel termo da Cidade de São Paulo em o sitio que foy do defunto Guarda Mor Francisco de Godoy Preto chamado COMBORATYBI...” “Hum sitio na paragem chamada Guaraporanga onde assiste a Inventariante com suas cazas antigas de tres lanços de taypa de pillão cubertas de telha com seus corredores e mais [comodos rancinhos novos de fondos antiguos]...”
“declaro que tenho hum sitio na paragem denominada Piraguara no districto de São Miguel com os escravos que exystirem..”  (Testamento do Cap Joao Siqueira Barbosa, “cazado com Dona Escolástica de Gôdoy Sylveira” herdeira de Francisco de Godoy Preto, 23/07/1772 - Anno do Nascimento de nosso Senhor Jesus Christo de mil e setecentos e dous annos, aos vinte e trêz dias do mêz de Julho do dito anno)
Francisco de Godoy Preto (1688, †1750) nasceu em São Paulo, filho de João de Godoy Pinto e de Luzia Leme. Foi casado pela primeira vez com Anna Maria da Silveira († 1727) e pela segunda vez casou-se em 1728 com Maria Pires de Camargo. 
Teve da primeira mulher 4 filhos: João de Godoy Pinto da Silveira, Maria de Godoy Cardoso, Escholastica de Godoy Silveira e Luzia. Da segunda mulher não teve geração.
Foi Francisco de Godoy Preto o descobridor e guarda-mor das minas de Papuan localizada em Arraial do Pilar/Vila Boa, no Estado Goiás:

“Papuan – nome das minas e da povoação da província de Mato-Grosso, actualmente conhecida com o nome de Villa-do-Pilar... Villa da província de Goyás, vantajosamente situada sobre a estrada do norte da cidade Goyáz. Teve princípio em 1741, época em que João Godoi Pinto da Silveira descobrio as minas de Papuan, d’onde se tirarão mais de 100 arrobas d’ouro. Os que trabalhavão nestas minas erigirão uma igreja a N. S. do Pilar, de que tomou o nome a povoação, que ainda hojemdia é tida pela mais sumptuosa da província, e tem três capellas de cada lado e um altar mor...” (Diccionario geographico, historico e descriptivo, do imperio do Brazil. Por J. C. R. Milliet de Saint-Adolphe, 1845)

Francisco de Godoy Preto, junto com outros primos e amigos, saíram para Minas Gerais e Goiás a procura de ouro e pedras: 'Até esse momento a economia destes Bandeirantes "Conquistadores", que na maioria das vezes dependia de expedições de caça a índios escravos. ...antes de virar vereador em São Paulo, sua fazenda era em São Miguel Paulista, onde sobrou uma estrutura no chão que é patrimônio histórico em São Paulo’.
O guarda-mor era um homem de relativa posse, pois além do sítio Comboratybi o seu patrimônio era formado por outras propriedades como ouro, prata, jóias diversas, cobre, estanho, gado e escravos.
No início do século XVIII o Sítio era formado pela casa de taipa de pilão de dois lanços, com cobertura de telhas, nas terras desenvolvia-se a agricultura de subsistência, criação de gado, o plantio de mandioca e da cana-de-açúcar para a destilação da aguardente.
A partir do início do século XIX, há indicações de que esta produção manteve-se por um longo período, mesmo após os diversos desmembramentos pelos quais o sítio passou.

Faz parte do Patrimônio Histórico da cidade de São Paulo desde que foi tombada pelo Iphan.

## Tombamento
- 06/03/1973 - Tombamento: federal, IPHAN, 1973 (processo IPHAN 755-T-65; inscrito a 6 mar. 1973 no Livro Histórico, volume I, folha 72, número 440-A).
- CONDEPHAAT (ex officio) – 12/05/1982.

A casa está tombada pelos órgãos de preservação federal (IPHAN), estadual (CONDEPHAAT) e municipal (CONPRESP).